# 森田正路

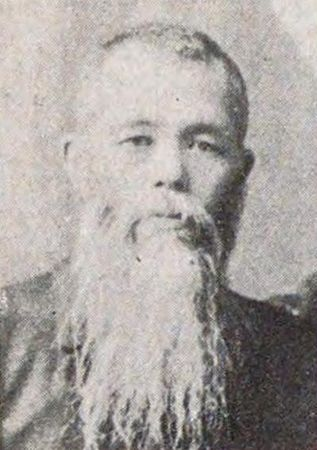
森田正路

森田 正路（もりた まさみち、安政3年12月2日（1856年12月28日） - 昭和4年（1929年）5月17日）は、日本の衆議院議員（立憲政友会）。

## 経歴
筑前国早良郡鳥飼村（現在の福岡県福岡市）出身。早良郡会議員、同参事会員、鳥飼村会議員、同助役、同村長、福岡県会議員、同議長を歴任した。1917年（大正6年）、第13回衆議院議員総選挙に出馬し、当選を果たした。
その他、福岡日日新聞社長を務めた。